# クレアンテス

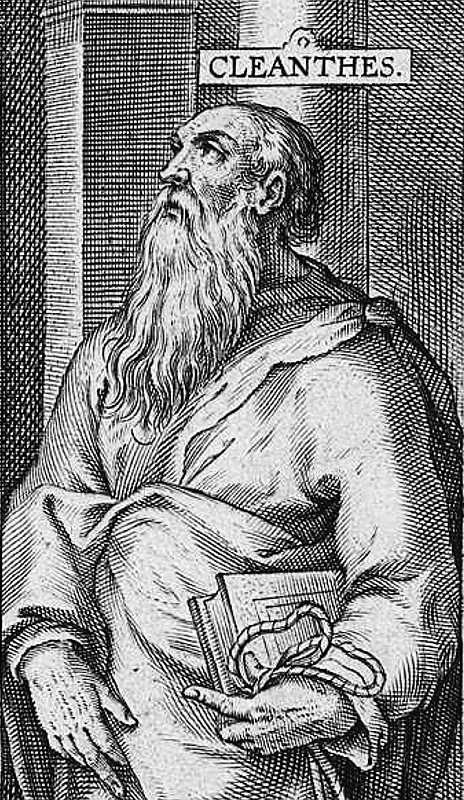
ルネサンス期の銅版画

クレアンテス（クレアンテース、古希: Κλεάνθης、Kleanthēs、前331年頃 - 前232年頃）は、古代ギリシア・ヘレニズム期の哲学者。ストア派の二代目学頭。著作に『ゼウスへの讃歌』。

## 人物
小アジアのアッソス出身。当初は拳闘家だったが、アテナイに来てゼノンの門人となった。書板を買えないほどの苦学生であり、夜間に肉体労働（水汲み、粉挽き）をしながら禁欲生活をして学んだ。
ゼノンのもとで19年間忠実に学び、ゼノンが前263年に没すると二代目学頭となった。門人に三代目学頭クリュシッポス、マケドニア王アンティゴノス2世がいた。
死因は絶食自殺（歯肉炎を治すため絶食し、治った後「長生きし過ぎた」として絶食を続け餓死）。享年はゼノンと同じとされるが定かでない。
その他、「ろば」と渾名されたなどの逸話がディオゲネス・ラエルティオスを通じて伝わる。

## 著作
現存する著作に『ゼウスへの讃歌（ゼウス讃歌、ゼウスの賛歌）』があり、ストバイオスを通じて伝わる。日本語訳に中川 2000、山本 1979がある。
約40行の詩であり、ゼウスを唯一神的存在とする宇宙観を説く。パウロがアテナイの説教で引用する格言「私たちもまたその（神の）子孫である」（使徒言行録17:28）は、本作の引用とも言われる。
その他、『ゼノンの自然学説について』『相応しい行為（カテーコン）について』『神々について』『哲学のすすめ』『友情について』『法律について』『快楽について』『問答法について』『述語について』など数十篇の題名、学説の断片が伝わる。

## 後世の受容
キケロからは「ストア派の父」と称され、ローマ元老院により生地アッソスに像が建てられた。
ヒュームの対話篇『自然宗教をめぐる対話』では、クレアンテスが経験的な自然神学を説く。